# Jouy-en-Pithiverais
Jouy-en-Pithiverais ist eine französische Gemeinde mit 266 Einwohnern (Stand: 1. Januar 2022) im Département Loiret in der Region Centre-Val de Loire. Sie gehört zum Arrondissement Pithiviers und zum Kanton Pithiviers. Die Einwohner werden Joviciens genannt.

## Geographie
Jouy-en-Pithiverais liegt etwa 30 Kilometer nordnordöstlich von Orléans. Umgeben wird Jouy-en-Pithiverais von den Nachbargemeinden Greneville-en-Beauce und Châtillon-le-Roi im Norden und Nordwesten, Pithiviers-le-Vieil im Nordosten, Escrennes im Osten, Attray im Süden sowie Bazoches-les-Gallerandes im Westen.

## Bevölkerungsentwicklung
| Jahr                       | 1962 | 1968 | 1975 | 1982 | 1990 | 1999 | 2006 | 2018 |
| Einwohner                  | 290  | 258  | 208  | 187  | 240  | 241  | 248  | 269  |
| Quellen: Cassini und INSEE |      |      |      |      |      |      |      |      |

## Sehenswürdigkeiten
- Kirche Saint-André-et-Saint-Saturnin

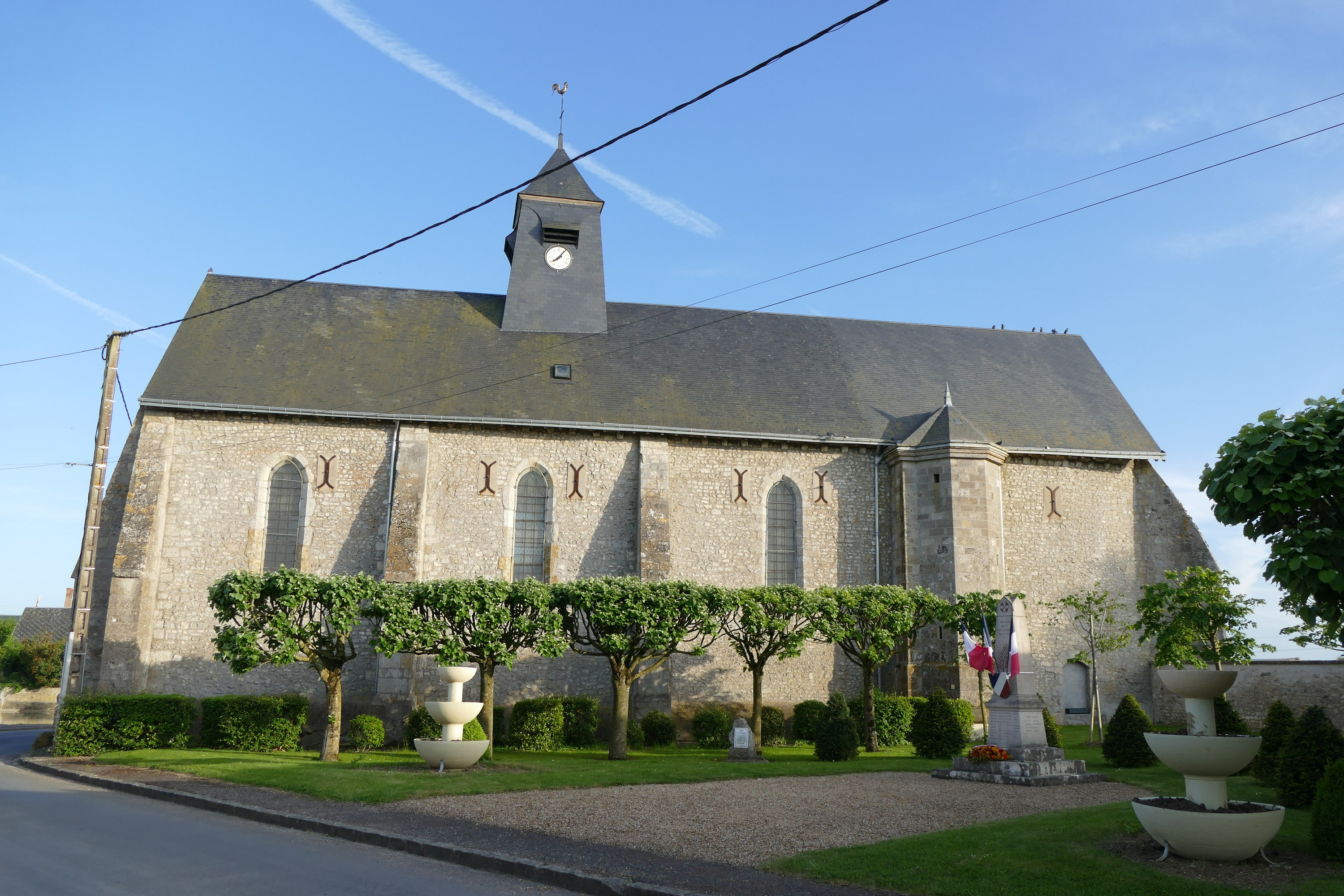
Kirche Saint-André-et-Saint-Saturnin